# Christian De Sica
Christian De Sica (Roma, 5 de gener de 1951) un actor i director de cinema italià.

## Vida
De Sica va néixer a Roma, el segon fill del director italià Vittorio De Sica i de l'actriu catalana Maria Mercader. Tenia com a cosí germà Ramon Mercader, l'assassí de Lev Trotski. Després d'assistir al Liceo classico a Roma, on tenia Carlo Verdone com a company de pupitre, De Sica va treballar en un hotel de Veneçuela, on va començar la seva carrera com a artista. Es va matricular a Lettere (Literatura i Arts) a la universitat La Sapienza (1970) però no es va graduar.
Es va sentir atret per la música i va participar al Festival de Sanremo cantant "Mondo mio" ("El meu món") (1973). Tanmateix, els resultats el van convèncer per seguir els passos del seu pare i dedicar-se a la interpretació. De Sica va desenvolupar el seu propi estil de comèdia i entreteniment també en programes de televisió de la Rai, com ara Bambole, non c'è una lira, que li va donar un gran èxit el 1978.

## Carrera d'actuació
Amb l'ajuda del seu pare, va poder donar els seus primers passos al món del cinema amb professors i mentors com Roberto Rossellini (Blaise Pascal, 1971) , el mateix Vittorio De Sica (Una breve vacanza, 1973), Pupi Avati (Bordella, 1976) i Salvatore Samperi (1979 Liquirizia i 1981 Casta e pura).
Es va casar amb Silvia Verdone, germana de Carlo, amb qui va tenir dos fills, Brando i Mariarosa. Va aconseguir la fama als anys 80: el 1982 es va estrenar Borotalco, juntament amb el seu cunyat Verdone, després va rodar Sapore di Mare amb Jerry Calà així com Yuppies, Yuppies 2, Grandi Magazzini i Compagni di Scuola.
Després de Night club, l'última pel·lícula dirigida pel director italià Sergio Corbucci, Christian De Sica es va convertir en un dels intèrprets més famosos del "cinepanettone" (comèdies que arriben a les sales de cinema durant la temporada de Nadal) i va formar una associació fins al 2005 amb l'actor Massimo Boldi. Van actuar junts a la sèrie de Vacanze di Natale i A spasso nel tempo (1996), Paparazzi' ' (1998), Tifosi (1999) i Christmas in Love (2004). El 2002 les seves pel·lícules havien recaptat 300.000 milions de lires (150 milions de dòlars). Després, va protagonitzar Natale a New York (2006), Natale in crociera (2007) i Natale a Rio (2008). Aquestes pel·lícules, fetes a l'estil burlesc, solen tenir una bona acollida a taquilla, si no per part de la crítica, de vegades fins i tot superant pel·lícules més conegudes i de producció cara com la sèrie Harry Potter.
Com a actor, De Sica ha guanyat tres premis David di Donatello: un premi per Giovannino el 1976, un especial juntament amb Massimo Boldi l'any 2000, i el tercer el 2009.
Va rebre el premi Amèrica de la Fundació Itàlia-USA el 2016.

## Carrera de direcció
Des de 1990 Christian De Sica també és director: va debutar amb Faccione, el guió de la qual va escriure i va fer a mida per a l'actriu Nadia Rinaldi. Després de Count Max, un homenatge al cinema del seu pare i de Mario Camerini, que va interpretar amb Ornella Muti, Anita Ekberg i la seva mare Maria Mercader, De Sica es va dirigir per si mateix a Ricky & Barabba (1992), Uomini uomini uomini (1995), Tre (1996), Simpatici & antipatici (1998) i The Clan (2005).
Gran admirador de Frank Sinatra i sobretot de Marlon Brando, va batejar el seu primer fill Brando en honor de l'actor nord-americà. La crítica ha comparatt sovint la seva interpretació a la d'Alberto Sordi, de qui De Sica ha extret moltes de les seves expressions.

## Filmografia

### Actor
Cinema
- Paulina 1880, dirigida per Jean-Louis Bertuccelli (1972)
- Una breve vacanza, dirigida per Vittorio De Sica (1973)
- La cugina, dirigida per Aldo Lado (1974)
- Conviene far bene l'amore, dirigida per Pasquale Festa Campanile (1975)
- La madama, dirigida per Duccio Tessari (1976)
- Bordella, dirigida per Pupi Avati (1976)
- Giovannino, dirigida per Paolo Nuzzi (1976)
- An Almost Perfect Affair, dirigida per Michael Ritchie (1979)
- Liquirizia, dirigida per Salvatore Samperi (1979)
- Il malato immaginario, dirigida per Tonino Cervi (1979)
- Un amore in prima classe, dirigida per Salvatore Samperi (1980)
- Mi faccio la barca, dirigida per Sergio Corbucci (1980)
- Casta e pura, dirigida per Salvatore Samperi (1981)
- Teste di quoio, dirigida per Giorgio Capitani (1981)
- Borotalco, dirigida per Carlo Verdone (1982)
- Grog, dirigida per Francesco Laudadio (1982)
- Viuuulentemente mia, dirigida per Carlo Vanzina (1982)
- Sapore di mare, dirigida per Carlo Vanzina (1983)
- Acqua e sapone, dirigida per Carlo Verdone (1983)
- Vacanze di Natale, dirigida per Carlo Vanzina (1983)
- Vacanze in America, dirigida per Carlo Vanzina (1984)
- Mi faccia causa, dirigida per Steno (1984)
- I pompieri, dirigida per Neri Parenti (1985)
- Yuppies - I giovani di successo, dirigida per Carlo Vanzina (1986)
- Detective School Dropouts, dirigida per Filippo Ottoni (1986)
- Grandi magazzini, dirigida per Castellano e Pipolo (1986)
- Yuppies 2, dirigida per Enrico Oldoini (1986)
- Bellifreschi, dirigida per Enrico Oldoini (1987)
- Montecarlo Gran Casinò, dirigida per Carlo Vanzina (1987)
- Missione eroica - I pompieri 2, dirigida per Giorgio Capitani (1987)
- Compagni di scuola, dirigida per Carlo Verdone (1988)
- Night Club, dirigida per Sergio Corbucci (1989)
- Fratelli d'Italia, dirigida per Neri Parenti (1989)
- Vacanze di Natale '90, dirigida per Enrico Oldoini (1990)
- Il conte Max, dirigida per Christian De Sica (1991)
- Vacanze di Natale '91, dirigida per Enrico Oldoini (1991)
- Anni 90, dirigida per Enrico Oldoini (1992)
- Ricky & Barabba, dirigida per Christian De Sica (1992)
- Anni 90 - Parte II, dirigida per Enrico Oldoini (1993)
- S.P.Q.R. - 2000 e ½ anni fa, dirigida per Carlo Vanzina (1994)
- Uomini uomini uomini, dirigida per Christian De Sica (1995)
- Vacanze di Natale '95, dirigida per Neri Parenti (1995)
- 3, dirigida per Christian De Sica (1996)
- A spasso nel tempo, dirigida per Carlo Vanzina (1996)
- A spasso nel tempo - L'avventura continua, dirigida per Carlo Vanzina (1997)
- Simpatici & antipatici, dirigida per Christian De Sica (1998)
- Paparazzi, dirigida per Neri Parenti (1998)
- Tifosi, dirigida per Neri Parenti (1999)
- Vacanze di Natale 2000, dirigida per Carlo Vanzina (1999)
- Body Guards - Guardie del corpo, dirigida per Neri Parenti (2000)
- Merry Christmas, dirigida per Neri Parenti (2001)
- Natale sul Nilo, dirigida per Neri Parenti (2002)
- Natale in India, dirigida per Neri Parenti (2003)
- Christmas in Love, dirigida per Neri Parenti (2004)
- The Clan, dirigida per Christian De Sica (2005)
- Natale a Miami, dirigida per Neri Parenti (2005)
- Natale a New York, dirigida per Neri Parenti (2006)
- Natale in crociera, dirigida per Neri Parenti (2007)
- Parlami di me, dirigida per Brando De Sica (2008)
- Natale a Rio, dirigida per Neri Parenti (2008)
- L'età dell'oro, dirigida per Antonello Grimaldi (2008)
- Natale a Beverly Hills, dirigida per Neri Parenti (2009)
- Il figlio più piccolo, dirigida per Pupi Avati (2010)
- The tourist, dirigida per Florian Henckel von Donnersmarck (2010)
- Natale in Sudafrica, dirigida per Neri Parenti (2010)
- Amici miei - Come tutto ebbe inizio, dirigida per Neri Parenti (2011)
- Vacanze di Natale a Cortina, dirigida per Neri Parenti (2011)
- Buona giornata, dirigida per Carlo Vanzina (2012)
- Colpi di fulmine, dirigida per Neri Parenti (2012)
- Il principe abusivo, dirigida per Alessandro Siani (2013)
- Colpi di fortuna, dirigida per Neri Parenti (2013)
- Alberto il grande, dirigida per Carlo Verdone i Luca Verdone – docufilm (2013)
- La scuola più bella del mondo, dirigida per Luca Miniero (2014)
- Vacanze ai Caraibi, dirigida per Neri Parenti (2015)
- Fräulein - Una fiaba d'inverno, dirigida per Caterina Carone (2016)
- Poveri ma ricchi, dirigida per Fausto Brizzi (2016)
- Poveri ma ricchissimi, dirigida per Fausto Brizzi (2017)
- Amici come prima, dirigida per Christian De Sica (2018)
- Sono solo fantasmi, dirigida per Christian De Sica e Brando De Sica (2019)
- La mia banda suona il pop, dirigida per Fausto Brizzi (2020)
- In vacanza su Marte, dirigida per Neri Parenti (2020)
- Comedians, dirigida per Gabriele Salvatores (2021)
- Chi ha incastrato Babbo Natale?, dirigida per Alessandro Siani (2021)
- ...altrimenti ci arrabbiamo!, regia degli YouNuts! (2022)
- Natale a tutti i costi, dirigida per Giovanni Bognetti (2022)
- I limoni d'inverno, dirigida per Caterina Carone (2023)

Televisió
- Blaise Pascal, dirigida per Roberto Rossellini – minisèrie de televisió (1972)
- Mònica a Medianoche – sèrie de televisió , 1 episodi (1973)
- Paris-Vichy, dirigida per Anne Revel – telefilm (1979)
- La Medea di Porta Medina, dirigida per Piero Schivazappa – minisèrie de televisió (1981)
- Cinquant'anni d'amore, dirigida per Vito Molinari – minisèrie de televisió (1982)
- Flipper, dirigida per Andrea Barzini – telefilm (1983)
- Lo zio d'America – sèrie de televisió (2002 e 2006)
- Attenti a quei tre, dirigida per Rossella Izzo – minisèrie de televisió (2004)
- Un matrimonio, dirigida per Pupi Avati – minisèrie de televisió (2013)
- Mozart in the Jungle – sèrie de televisió, 5 episodis (2016)
- Vita da Carlo – sèrie de televisió, 1 episodi (2023)
- Gigolò per caso – sèrie de televisió, 6 episodis (2023)

### Director
- Faccione (1991)
- Il conte Max (1991)
- Ricky & Barabba (1992)
- Uomini uomini uomini (1995)
- 3 (1996)
- Simpatici & antipatici (1998)
- The Clan (2005)
- Amici come prima (2018)
- Sono solo fantasmi (2019)

## Discografia

### Àlbum
- 1973 – Anch'io ho qualcosa da dire (Dischi Ricordi)
- 1979 – Amerika (RCA, PB 6289, LP)
- 1994 – Sono tre parole (EMI)
- 2017 – Merry Christian (Warner)

### Reculls
- 2009 – Swing (Rai Trade)

### Senzills
- 1972 – Non so perché mi sto innamorando/Abitudine (Dischi Ricordi, SRL 10680, 7")
- 1973 – Mondo mio/Un uomo se ne va (Dischi Ricordi, SRL 10689, 7")
- 1975 – L'elefante non dimentica/Alcova (RCA, TPBO 1157, 7")
- 1978 – Guardando Lassie in TV/Guardando Lassie in TV (strumentale) (RCA, PB 6127, 7")
- 1978 – Il trenino/La musichetta (RCA, BB 6145, 7") sigla del programma televisivo Il trenino
- 1979 – Amerika/Sto bruciando (RCA, PB 6289, 7")
- 1980 – Siamo in ballo balliamo/Io dio io re (RCA, PB 6437, 7") sigla del programma televisivo Studio '80
- 1982 – Perzeché/Speranzella (Easy Records, ER 41001, 7")